# SCIENCE FICTION (宇多田ヒカルのアルバム)
『SCIENCE FICTION』（サイエンス フィクション）は、宇多田ヒカルのキャリア初となるオールタイム・ベストアルバム。2024年4月10日にエピックレコードジャパンよりフィジカル、ユニバーサルミュージックより配信としてそれぞれ発売された。アルバムとしては前作の『BADモード』より約2年3か月ぶりである。
宇多田ヒカルのデビュー25周年となった2023年12月9日に、自身の公式サイトや公式YouTubeチャンネルにて、宇多田ヒカルデビュー25周年を記念して2024年に初のベストアルバム「SCIENCE FICTION」を発売すると発表され、同時に6年ぶりとなる全国ツアー「SCIENCE FICTION TOUR 2024」を行うことも発表された。なお本作は、ソニー・ミュージックレーベルズの傘下レーベルであるエピックレコードジャパンと、ユニバーサルミュージックの2社から合同で、レーベルの垣根を越えての販売となる。フィジカル販売（CD）をソニーミュージックから、デジタル配信での販売をユニバーサルミュージックからそれぞれリリースされる。
本作には、前年にリリースされた「Gold 〜また逢う日まで〜」や新曲「何色でもない花」「Electricity」そして活動休止前の楽曲を3曲再録し、10曲を新たにミックスするなどオリジナル盤並みの構成で全26曲が収録されたほか、宇多田ヒカルの6年ぶりのコンサートツアー『HIKARU UTADA SCIENCE FICTION TOUR 2024』の応募券がCDパッケージに封入された。今作は、主要音楽チャートにてCD・デジタル・ストリーミングにて年間ランキングTOP10入りを記録し、第66回日本レコード大賞において「特別アルバム賞」を受賞するなど大衆的に大成功を収めた。
前述の通り、メディアでは「自身初のベストアルバム」と紹介されている。過去に「Utada Hikaru SINGLE COLLECTION VOL.1」、「Utada Hikaru SINGLE COLLECTION VOL.2」と実質的なベストアルバムは発売しているが、それらはコンピレーションアルバムという枠組みとして扱われている。

## 背景と経緯
前作「BADモード」のリリース後にアメリカ最大の音楽フェス「コーチェラ・フェスティバル」に出演をし、その際に宇多田の担当プロデューサーの三宅彰 (音楽プロデューサー)が来年25周年を迎えるにあたってライブを提案してきたことから今作のアルバム制作がはじまり、宇多田自身も「今までベストを出す意味がわからなかった」と語っているが、「でもさすがに今回25周年で、25年って特別な重みがある気がするし、5の二乗だったり…幾何学的な数字でもあって好きだなと思って」と本人も今回のベスト盤の制作に賛同した。また「ずっと一緒に25年見てくれてきた人たち、最近聞いてくれた人でもいいんですけど。みんなにありがとうって言う機会になればいいと思って。」と25周年を共に過ごしたファンへの感謝のアルバムにしたいとも語っている。

## コンセプトと影響
デビューから現在に至るまでファンやリスナーなどから「この歌詞は誰のこと？実話なの？」と聞かれ、同じく音楽関係者だったりミュージシャン仲間などからも「ヒカルの音楽は何て言えばいいのかわからない」などと度々問われることから、宇多田自身も「本当のことではないけど、作り話なわけでもない。」と自分の音楽ジャンルやコンセプトの説明に悩んでいたといい、今作は自分の25年の音楽を総称したアルバムになるため同様に悩んだという。しかし宇多田は自分が興味を示している宇宙や科学・文学などから、フィクションでもノンフィクションでもない「SCIENCE FICTION」が今回のアルバムタイトルにハマると考えつき、そこからアルバムコンセプトやジャケットなどのアートワーク・新曲「Electricity」の制作やツアーのセットなどに影響したという。また今作はファンや様々な人への感謝、宇多田自身の25周年の集大成的なアルバムとして制作された。

## 音楽性
本作はベスト盤ということもあり宇多田のデビュー初期のR&B要素・中期のハウスやシンセサウンドなどの打ち込み主体・活動休止後の生楽器編成などの宇多田の25周年の音楽編成を余すことなく収録している。しかし10曲のニューミックスはオリジナルの音源よりもさらに打ち込みの重厚感が増し、(2024Mix)の曲のすべてが原曲よりも重低音の主張が感じられ、『COLORS』や『SAKURAドロップス』『Goodbye Happiness』などでは原曲の雰囲気やリズム感を土台としながらもハウスやダンスミュージック寄りの打ち込みとなっている。また (Re‐Recording) の楽曲において、3曲ともオリジナルよりも打ち込みは重いが楽器の種類自体は原曲よりも少なくなっており、『traveling』や『光』はオリジナルよりも楽器の圧倒性は少ないものの打ち込みの重さで余分なクセを取り除いた印象となっている。タイトルの「SCIENCE FICTION」の通り、再録や新たなミックス曲・新曲のすべてにSFという現代の新しさなどを感じれる箇所が多く見受けられる。

## リリースとプロモーション
2023年12月9日の発売発表後、翌年の2024年1月15日より本作のリリース日と収録楽曲などの詳細が発表された。今作はCD(フィジカル)・ダウンロード・ストリーミングすべてが同時発売(配信)と宇多田のアルバム発売としては初となる方式をとった。フィジカルでは前作と同じく初回盤と通常盤の2形態販売となっており『Utada Hikaru SINGLE COLLECTION Vol.2』 以来となるCD2枚組販売となり、初回盤は宇多田のアルバム初のレンチキュラー素材を採用しブックレットを中に封入した。3月からはアルバム発売のカウントダウンとして、『Automatic』から『HEART STATION』までの21曲と『桜流し』のMVの画質を新たに4Kにアップグレードした動画を約1か月かけて自身の公式YouTubeサイトにて投稿をした。また新曲である『Electricity』『traveling (Re-Recording)』をそれぞれ伊藤忠商事の企業イメージソング・日本コカ・コーラ『綾鷹』CMソングとしてタイアップし、サントリー天然水以来となる長期間の全国放送CMとして展開された。
今作のアルバムCMは全5種類あり、発売3週間前などからテレビやインターネットを中心に高頻度で放映され、また渋谷などの日本国内のみに関わらず台湾や香港といった海外でも街頭ビジョンなどを通じてアルバムのプロモーションが行われた。
アルバム発売日の4月10日から4日間だけの限定イベントとして、UNIVERSAL MUSIC STORE HARAJUKU(ユニバーサル ミュージック ストア ハラジュク) にて「HIKARU UTADA POP-UP STORE "SCIENCE FICTION"」を開催した。会場内ではアーティスト写真などやMVなどで使用された衣装や電子型の寄せ書きコーナー、CD･レコードの販売、アルバム視聴スペースなどの展開をし、ファンを中心に大盛況となった。また綾鷹とのタイアップを記念し4月15日から1週間、渋谷駅のハチ公前広場や構内では大規模な広告ジャック･新宿駅構内の大型ビジョン「新宿BBB」にてCMやムービーの放映をし、伊藤忠商事においても渋谷駅スクランブル交差点ビジョンでの広告ジャックが行われるなど宇多田のタイアップ広告としては最大規模となるプロモーション展開となった。
メディア露出ではアルバム発売の2日前となる4月8日に「CDTVライブ!」に出演、『First Love』を24年ぶりにTV歌唱をし「X」の急上昇ワードにもランクインするなど大きな話題となった。その他にも日本テレビ系の音楽番組「with MUSIC」の初回放送にも出演をしアルバムが発売された4月の1か月間だけでNHK民放含め4番組に出演した。

## チャート成績
今作はBillboard JapanのアルバムチャートTop Albums Salesで、発売から初動3日間で141,940枚を売り上げ、最終的に初週は185,568枚を売り上げ首位を獲得し本年度の女性アーティスト最高初週売上となり、それと同時に「年齢4年代連続アルバム1位」を達成した (宇多田41歳3ヶ月での達成で、竹内まりや・松任谷由実・安室奈美恵に続く快挙)。同チャートのHot Albums・Download Albums (11,531DL) でも首位の獲得でBillboard Japan主要アルバムチャートを独占し、オリコンでも同様にCD・ダウンロード・合算アルバムチャート (19.3万pt) で首位の3冠を達成した。またiTunesの日本、台湾、香港、マカオなどの6か国のアルバムチャートにて1位を獲得した。2週目ではBillboard Japan・オリコンのダウンロード以外のアルバムチャートにて2位へと転落してしまったが、3週目ではBillboard Japan (3.1万枚)･オリコン (週間4.2万pt) のアルバムチャートで首位へと返り咲き通算2週1位を獲得した。またDownload Albumsチャートでは異例の5週連続1位を達成し、初の女性ソロでのDLチャート5週連続1位の快挙となった。
Billboard Japanの上半期チャートでは Hot Albums3位･CDセールス29.3万枚で5位･ダウンロード数2.7万DLで1位、オリコンの同様のチャートでは 合算アルバム37.1万ptで3位･CD29万枚で3位･ダウンロード数3万DLで3位 と好成績となった。また同時配信されたアルバムのストリーミング再生が7月に1億回再生を突破し、レコードでは同年6月に発売されたアナログ盤売上が2024年上半期アルバムレコードランキングで1位となった。
下半期もCD・DLともに数字を積み上げ、オリコン年間ランキング2024では 合算アルバム44.8万ptで7位･アルバム32万枚で10位･ダウンロード数3.7万DLで2位、Billboard Japan2024年間チャートでは Hot Albums9位･アルバム13位･ダウンロード2位、Spotifyの2024年国内で最も聴かれたアルバム10位、レコード売上年間3位とCD・DL・ストリーミング・レコードの4部門にて好成績を収め、本年度の女性ソロアーティストアルバム最高売上･ソロアーティストでも2位の売上となり、自身のアルバムでは2018年発売の『初恋』以来となる大ヒットとなった。

### 認定と売上
| 国/地域        | 認定     | 売上枚数                |
| -------------- | -------- | ----------------------- |
| 日本(RIAJ)     | プラチナ | 328,496（フィジカルCD） |
| 日本(RIAJ)     | 未公表   | 37,372（デジタル配信）  |
| 合算(CD+DL+ST) |          |                         |
| 日本           | -        | 448,506                 |

## 収録曲
※ 2010年以前の音源は全て再録又はミックスが施されている。

### Disc-1
1. Addicted To You (Re-Recording)
  - （1999年）4thシングルの再レコーディング。
2. First Love (2022 Mix)
  - （1999年）3rdシングルの2022年ニュー・ミックス、映画『First Love 初恋』劇中歌としてリリースされたミックス音源でもある。
3. 花束を君に
  - （2016年）　配信限定シングル。
4. One Last Kiss
  - （2021年）EP『One Last Kiss』表題曲。
5. SAKURAドロップス (2024 Mix)
  - （2002年）11thシングルのニュー・ミックス。
6. あなた
  - （2017年）配信限定シングル。
7. Can You Keep A Secret? (2024 Mix)
  - （2001年）7thシングルのニュー・ミックス。
8. 道
  - （2016年）6thアルバム『Fantôme』収録曲。
9. Prisoner Of Love (2024 Mix)
  - （2008年）21stシングルのニュー・ミックス。
10. 光 (Re-Recording)
  - （2002年）10thシングルの再レコーディング。
11. Flavor Of Life -Ballad Version- (2024 Mix)
  - （2007年）18thシングルのニュー・ミックス。
12. Goodbye Happiness (2024 Mix)
  - （2010年）コンピレーションアルバム『Utada Hikaru SINGLE COLLECTION VOL.2』収録曲のニュー・ミックス。

### Disc-2
1. traveling (Re-Recording)
  - （2001年）9thシングルの再レコーディング。日本コカ・コーラ『綾鷹』CMソング[24]。
2. Beautiful World (2024 Mix)
  - （2007年）19thシングルのニュー・ミックス。
3. Automatic (2024 Mix)
  - （1998年）1stシングルのニュー・ミックス。
4. 君に夢中
  - （2021年）配信限定シングル。
5. 何色でもない花
  - （2024年）配信限定シングル。アルバム初収録。
6. 初恋
  - （2018年）配信限定シングルおよび、7thアルバム『初恋』表題曲。
7. Time
  - （2020年）配信限定シングル。
8. Letters (2024 Mix)
  - （2002年）11シングルのニュー・ミックス。
9. BADモード
  - （2022年）8thアルバム『BADモード』表題曲。
10. COLORS (2024 Mix)
  - （2003年）12thシングルのニュー・ミックス。
11. 二時間だけのバカンス featuring 椎名林檎
  - （2016年）6thアルバム『Fantôme』収録曲。
12. Gold 〜また逢う日まで〜
  - （2023年）配信限定シングル。アルバム初収録。
13. Electricity
  - 新曲。伊藤忠商事「おかげさまで、幸せです」篇CMソング。
14. Somewhere Near Marseilles -マルセイユ辺り- (Sci-Fi Edit)
  - ボーナストラック。8thアルバム『BADモード』収録曲のリエディットバージョン。

## 演奏
Disc 1
- 宇多田ヒカル
  - All Vocals
  - Strings Arrangement (#3.6.9.11)
  - Keyboards (#4.9.12)
  - Programming (#4.6.8.9.12)
  - Basic Programming (#5)
  - Brass Arrangement (#6)
- A.G.Cook
  - Programming (#1.4.10)
  - Keyboards (#4)
- 河野圭
  - Acoustic Piano (#2)
  - Keyboards & Programming (#2.5)
  - Strings Arrangement (#2)
- 百々政幸、飯田高広：Synthesizer Programming (#2)
- 秋山浩徳
  - Guitar (#2)
  - Electric Guitar (#5)
- 後藤勇一郎ストリングス：Strings (#2)
- Ian Thomas：Drums (#3)
- Ben Parker
  - Electric Bass, Guitars (#3)
  - Electric Guitar (#6)
- サイモン・ヘイル
  - Acoustic Piano (#3)
  - Conductor, Strings Arrangement (#3.6)
- Darren Heelis, スティーヴ・フィッツモーリス
  - Percussion (#3)
  - Additional Drum Programming (#3.6)
- Everton Nelson：Strings Leader (#3.6)
- Jodi Milliner
  - Synth Bass (#4)
  - Electric Bass (#6)
- 常見和秀
  - Synthesizer Programming (#5)
  - Additional Programming (#9)
- 本田優一郎
  - Guitar Sample (#5)
  - Additional Keyboards (#7)
- KANZO：Guitar Sample (#5)
- Chris Dave：Drums, Percussion (#6)
- Reuben James：Acoustic Piano (#6)
- Simon Clarke：Alto Saxophone (#6)
- David Liddell：Trombone (#6)
- Ryan Quigley：Trumpet (#6)
- Tim Sanders：Tenor Saxophone (#6)
- 西平彰：Keyboards & Programming (#7)
- 中山信彦：Synthesizer Programming (#7)
- 中村豊：Additional Programming (#7)
- 鳥山雄司：Guitars (#7)
- Skingg：Finger Snap (#7)
- Philippe Saisse：Additional Keyboards (#7)
- Alexis Smith
  - Additional Programming (#8.12)
  - Electric Bass, Keyboards & Programming (#11)
- Joe Henson：Additional Programming (#8)
- Nick Meier：Guitars (#8)
- 富田謙
  - Additional Programming (#9.12)
  - Strings Arrangement (#9.11)
- 牧山純子ストリングス：Strings (#9)
- 岡本洋：Acoustic Piano (#11)
- 今剛：Acoustic Guitar (#11)
- 金原千恵子ストリングス：Strings (#11)
- 山本拓夫：Strings Arrangement (#11)
- Synergy Vocals (Micaela Haslam, Jacqueline Barton, Katir Trethewey, Rowan Fenner)：Choir (#12)

Disc 2
- 宇多田ヒカル
  - All Vocals (#1-10.12.13.14)
  - Vocals (#11)
  - Keyboards (#1.2.4.5.7.9.12.13.14)
  - Programming (#1.2.4.5.7.9.11.12.13.14)
  - Strings Arrangement (#6.10.11)
  - Basic Programming (#8.10)
  - Piano (#9)
  - Shaker, Wavedrum (#14)
- JUVENILE：Keyboards & Programming (#1)
- 藤田義雄：Guitar (#1)
- Ben Parker
  - Guitar (#1.9.11)
  - Acoustic Guitar (#6)
- Alexis Smith：Additional Programming (#2)
- 富田謙：Additional Programming (#2)
- 西平彰：Keyboards & Programming (#3)
- Taka & Speedy：Rhythm Programming (#3)
- 中山信彦：Synthesizer Programming (#3)
- A.G.Cook：Programming (#4.5.12)
- Jodi Milliner
  - Synth Bass (#4.5)
  - Moog Bass, Juno Pad (#7)
  - Bass (#9)
  - Electric Bass (#11)
- サイモン・ヘイル
  - Strings Arrangement (#5.6.11)
  - Conductor (#11)
- Everton Nelson：Strings Leader (#5.6.11)
- Vincent Taurelle：Acoustic Piano (#6)
- Joby Burgess：Timpani (#6)
- 小袋成彬：Keyboards & Programming (#7)
- Darren Heelis：Additional Drum Programming (#7.11)
- 河野圭
  - Acoustic Piano (#8)
  - Keyboards & Programming (#8.10)
  - Strings Arrangement (#10)
- 常見和秀：Synthesizer Programming (#8.10)
- Char、鳥山雄司、HISASHI (GLAY)、秋山浩徳、Skingg、本田優一郎：Acoustic Guitars (#8)
- Sam Shepherd
  - Rhodes Piano (#9)
  - Keyboards & Programming (#9.13.14)
- Leo Taylor：Drums (#9)
- Will Fry：Percussion (#9.14)
- Freddie Gavita：Trumpet (#9)
- The Artist's Son：Violin (#9)
- グレート栄田グループ：Violin Section (#10)
- 阿部雅士グループ：Cello Section (#10)
- 椎名林檎：Vocal (#11)
- Earl Harvin：Drums, Drum Machine (#11)
- 田中義人：Guitars (#11)
- スティーヴ・フィッツモーリス：Additional Drum Programming (#11)
- Ruth O'Mahony-Brady：Acoustic Piano (#12)
- Alex Reeve：Guitar (#13)
- 大森日向子：Acoustic Piano (#13)
- 高橋邦之：Percussion (#13)
- MERLAW：Saxophone, Flute (#13)